# Steve Cohen
Stephen Ira "Steve" Cohen, född 24 maj 1949 i Memphis, Tennessee, är en amerikansk demokratisk politiker. Han representerar delstaten Tennessees nionde distrikt i USA:s representanthus sedan 2007.
Cohen avlade 1971 grundexamen vid Vanderbilt University. Han avlade sedan 1973 juristexamen vid Memphis State University (numera University of Memphis). Han var ledamot av delstatens senat 1983-2007. Han var vän med musikern Warren Zevon. Cohen höll begravningstalet vid Zevons begravning 2003.
Cohen besegrade Jake Ford, en obunden kandidat, samt republikanen Mark White, i kongressvalet i USA 2006. Cohen fick 60% av rösterna mot 22% för Ford och 18% för White.
Cohen är judisk. Han är ogift.